# Kathedrale von Malolos

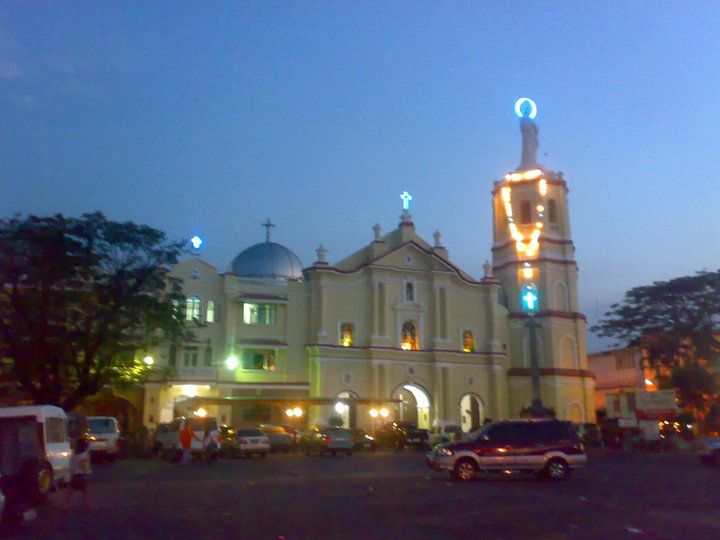
Die Kathedrale von Malolos am Abend

Die Kathedrale von Malolos (spanisch Basilica Minore dela Nuestra Señora de Inmaculada Concepcion, englisch Minor Basilica of Our Lady of Immaculate Conception) ist eine Basilica minor und Sitz des Bistums Malolos in der Hauptstadt der Provinz Bulacan auf den Philippinen. Sie steht am zentralen Platz in Malolos City direkt gegenüber dem Rathaus.
Sie ist der Unbefleckten Empfängnis Mariens gewidmet.

## Geschichte

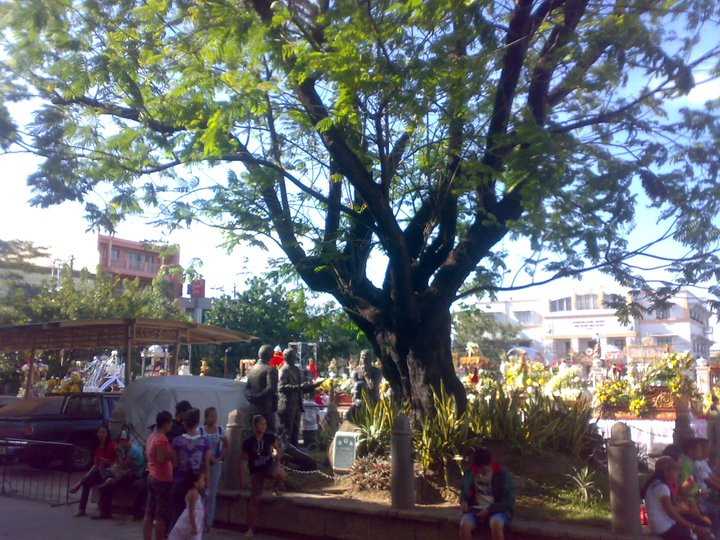
Der Kalayanbaum vor der Kathedrale

Der erste Kirchenbau in Malolos entstand 1591. Ein Jahrhundert später wurde die Kirche rekonstruiert unter der Leitung des Priesters Barrionuevo. Beide Konstruktionen bestanden aus Holz und für das Dach wurden Blätter der Nipapalme verwendet. Der Holzbau wurde unter Leitung des Priesters Sanchez im Jahr 1740 ersetzt durch einen Bau aus Stein. Der Bau wurde in den 1740er Jahren vervollständigt, kleinere Renovierungen erfolgten 1753. Die Kathedrale fiel 1813 einem Brand zum Opfer.
Der heutige Bau entstand von 1819 bis Oktober 1826 unter Leitung des Priesters Melchor Fernandez. Ein Erdbeben beschädigte die Kirche im Juni 1863, bis 1872 erfolgte ihre Rekonstruktion unter Leitung des Architekten Alfredo Aldaba. Das ursprünglich als Barasoain-Kirche bekannte Gebäude wurde durch den Apostolischen Nuntius auf den Philippinen, Bruno Torpigliani, 1976 geweiht und erhielt seinen heutigen Namen. Den Status als Basilica minor erhielt sie 1999.

## Architektur
Die Kathedrale von Malolos wurde im Neoklassischen Baustil des 19. Jahrhunderts errichtet. Über den auf dorischen Säulen sitzenden halbkreisförmigen Bögen als wesentlichem Stilelement sind Reliefs mit dem Wappen des Augustinerordens und weitere Triglyphen angeordnet. Die Fassade ist in drei symmetrische Strukturen gegliedert. Über der Kathedrale thront eine ca. 6 Meter hohe Marienstatue.

## Bedeutung der Kathedrale
Die Kathedrale ist nicht nur von religiöser, sondern auch nationalgeschichtlicher Bedeutung. Hier fand der erste Congreso Revolucionario (Revolutionsversammlung) während der philippinischen Revolution statt. Dieser tagte vom 10. September 1898 bis zum 29. März 1899 in der Kathedrale, bevor er während des Philippinisch-Amerikanischen Krieges durch die Invasion der USA nach Tarlac umziehen musste.

## Galerie

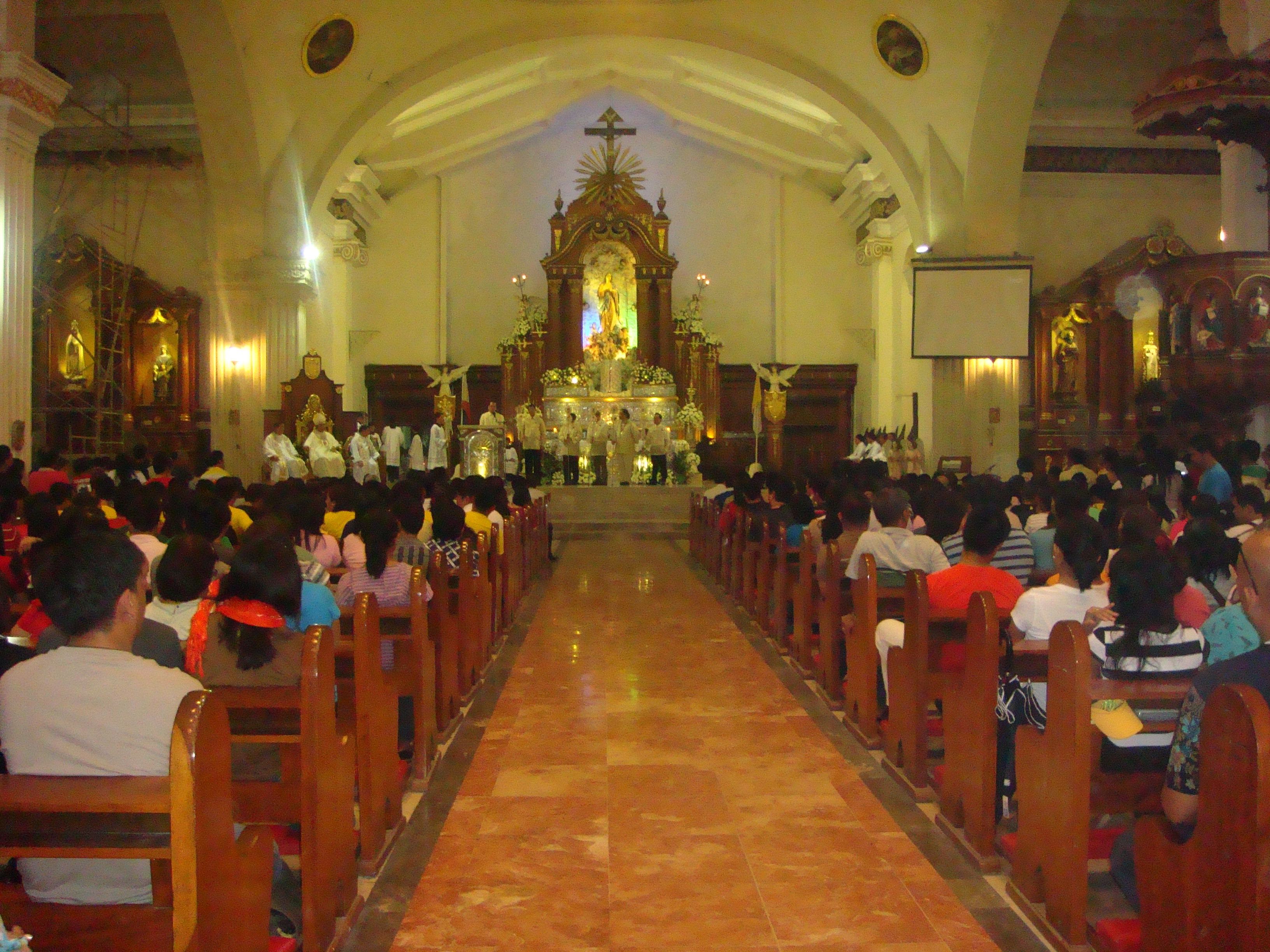
Innenraum der Kathedrale
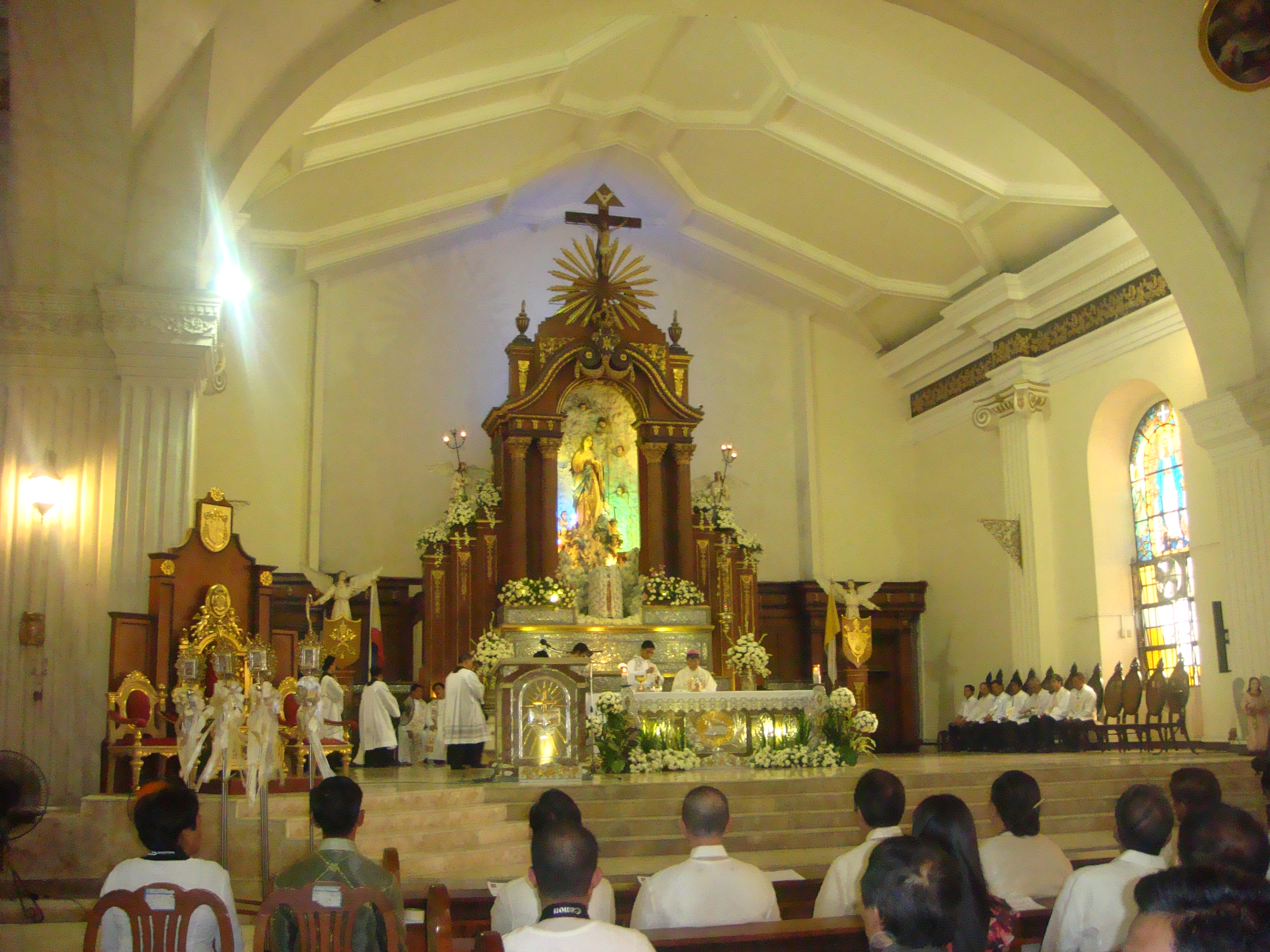
Der Hauptaltar
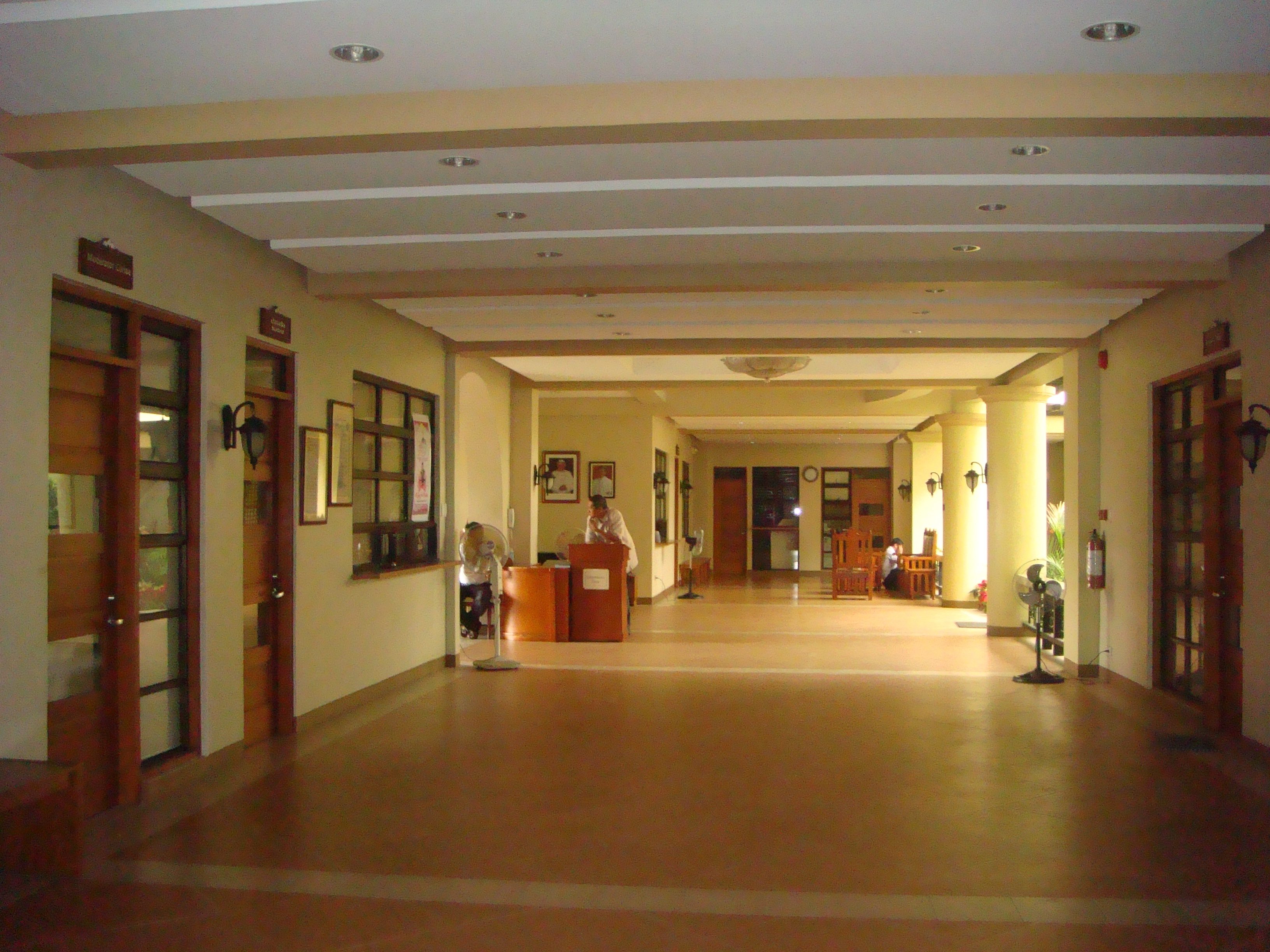
Eingangshalle der Diöcese
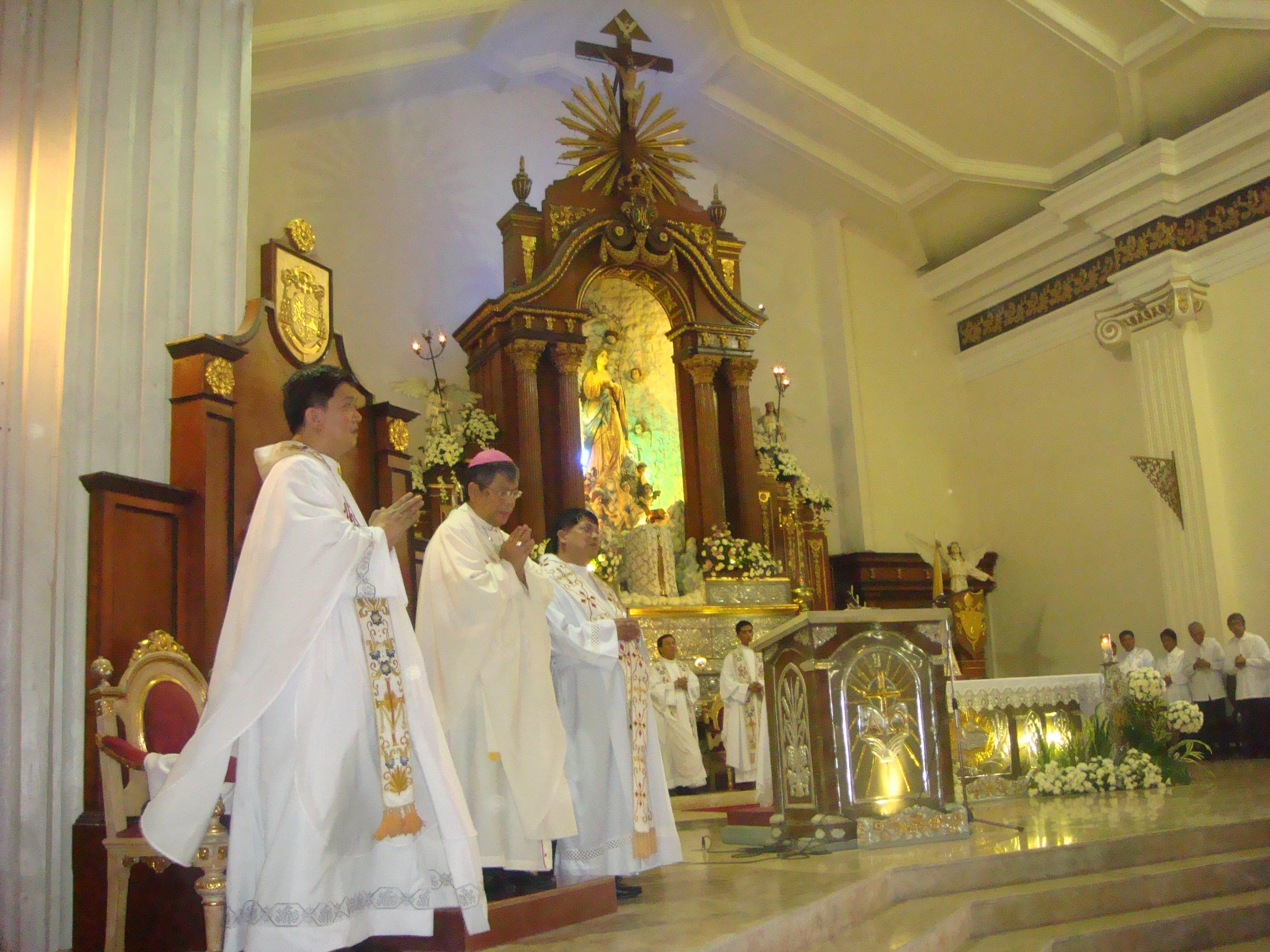
Hauptaltar
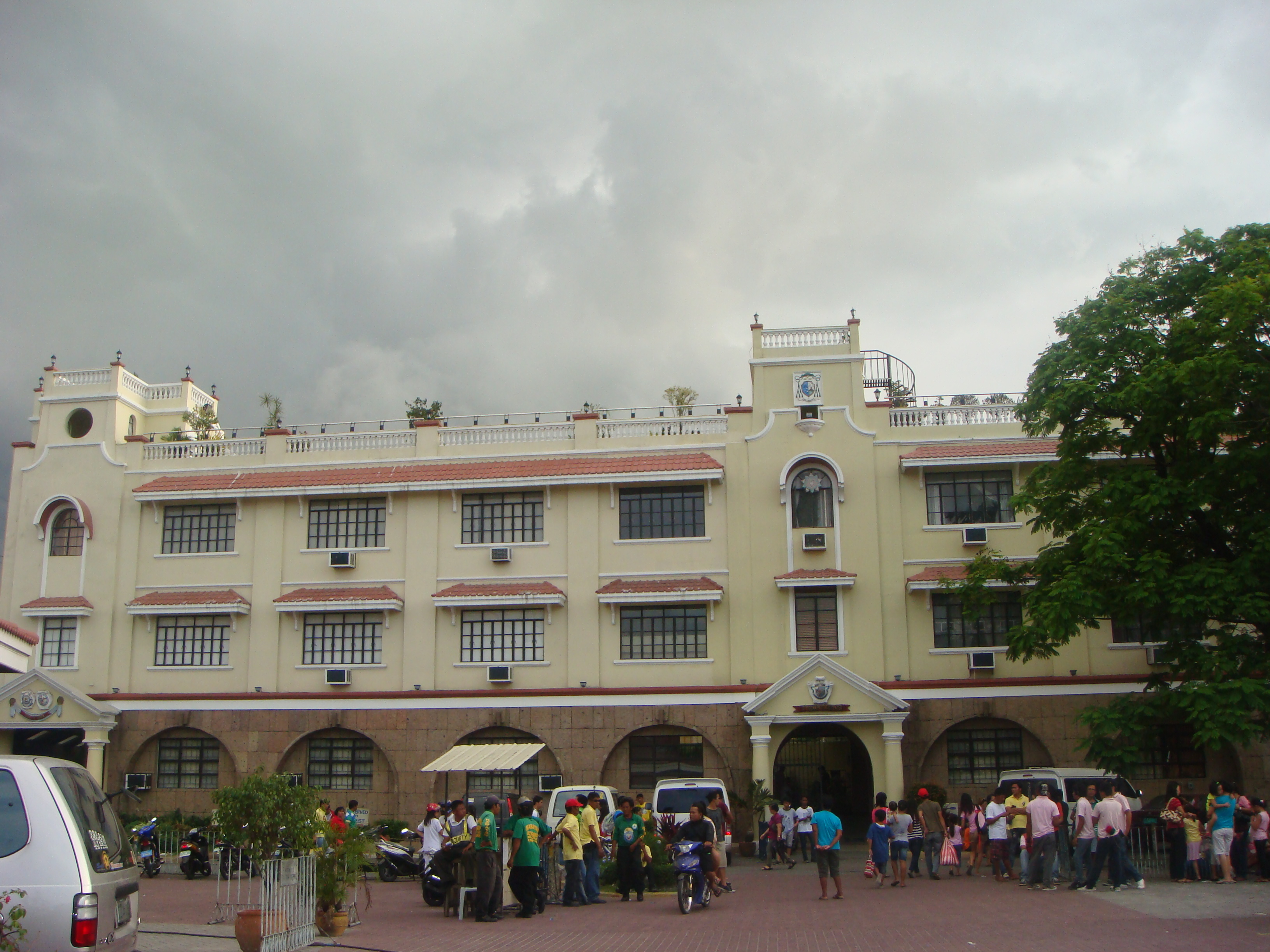
Verwaltungsgebäude der Diöcese neben der Kathedrale
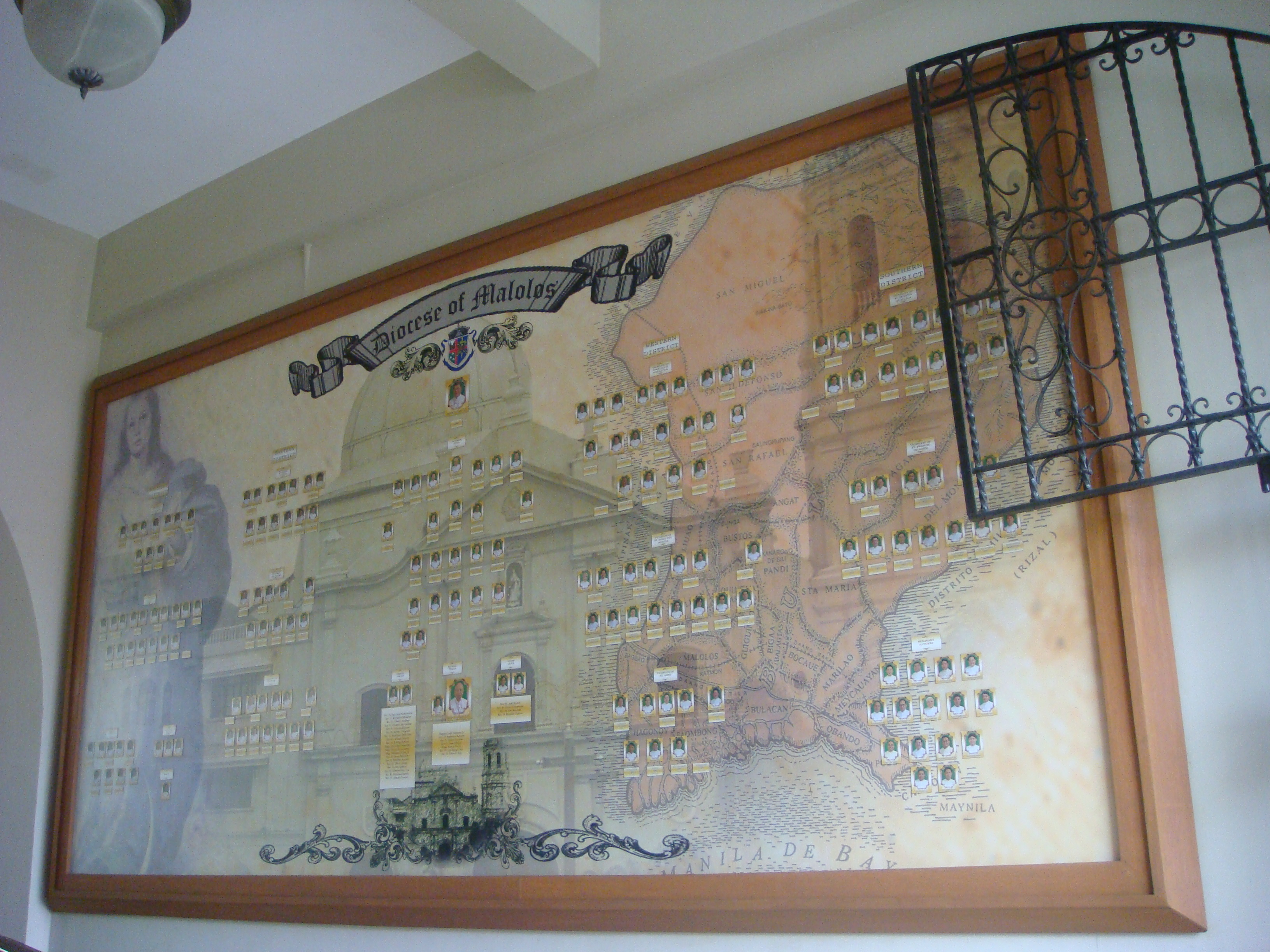
Hinweistafel in der Kathedrale
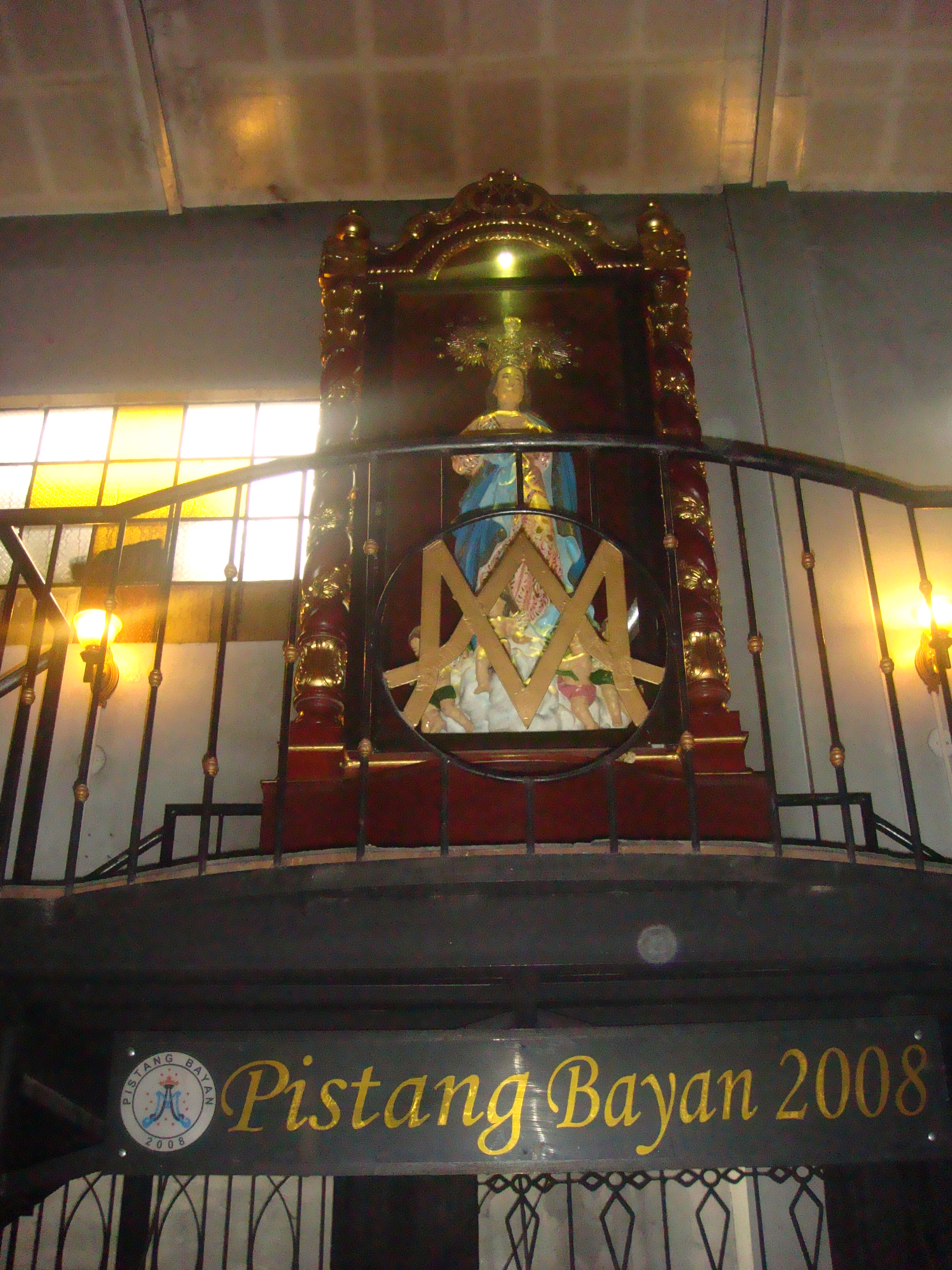
Bild der Virgen Inmaculada Concepcion